# Centro de Alta Especialidad del Estado de Veracruz
El Centro de Alta Especialidad del Estado de Veracruz, antes conocido como Centro del Especialidades Médicas del Estado de Veracruz, es un hospital público, dependiente de la Secretaría de Salud estatal. Ubicado en la ciudad de Xalapa, Veracruz, brinda dieciséis servicios subdivididos en especialidades. Cuenta, desde 1997, con un banco de leche y un centro especializado en la atención a pacientes con síndrome de inmunodeficiencia adquirida. Es uno de los hospitales «más importantes a nivel sur-sureste» de México, así como sede de residencias médicas —como anestesiología, medicina interna, cirugía general y ginecología y obstetricia— y odontológicas —cirugía maxilofacial— y parte de los «Servicios de Aborto Seguro».

## Historia
El gobernador Fernando Gutiérrez Barrios ordenó su construcción en 1987. Dos años después, el 18 de abril de 1989, Dante Delgado Rannauro, gobernador interino, envió una iniciativa de ley para la creación del nuevo hospital al Congreso del Estado. Se erogaron 40 millones de pesos para su creación y se nombró «Centro de Especialidades Médicas del Estado de Veracruz "Dr. Rafael Lucio"», en honor a Rafael Lucio Nájera.
El 22 de julio del mismo año, se publicó en la Gaceta Oficial del Estado la ley número 456 que establecía al hospital como un «organismo público descentralizado, con personalidad jurídica y patrimonio propio». No obstante, esta situación se modificó posteriormente al crearse la red de Servicios de Salud de Veracruz. El 23 de noviembre, Delgado Rannauro entregó las instalaciones, que fueron inauguradas por el presidente Carlos Salinas de Gortari.